# Čtyří Dvory (Prosetín)
Čtyří Dvory (deutsch Vierhöfen) ist ein Ortsteil der Gemeinde Prosetín in Tschechien. Er liegt fünf Kilometer südwestlich von Olešnice und gehört zum Okres Žďár nad Sázavou.

## Geographie
Čtyří Dvory befindet sich linksseitig über dem Tal der Svratka im Quellgebiet des Baches Záskalský potok in der Böhmisch-Mährischen Höhe. Das Dorf wird von den Bergen der Nedvědická vrchovina umgeben und gehört zum Naturpark Svratecká hornatina. Nördlich erhebt sich die Hůlkovice (625 m), im Nordosten der Vrchy (638 m), östlich der Chocholík (575 m), im Süden der Švábův kopec (648 m) und im Westen die Sokolí hora (Zumberg, 625 m).
Nachbarorte sind Lhota u Olešnice im Norden, Prosetín im Nordosten, Josefov und Rozseč nad Kunštátem im Osten, Žalov und Hodonín im Südosten, Beranka im Süden, Olešnička, Štěpánov nad Svratkou und Borovec im Südwesten, Švařec und Koroužné im Westen sowie Brťoví im Nordwesten.

## Geschichte
Die erste urkundliche Erwähnung von Vierhöff erfolgte im Jahre 1458. Es ist sicher, dass der Ort wesentlich früher entstand und Teil der Herrschaft  Pernštejn war. 1486 gehörte das Dorf Jan Černý von Prosetín und Vierhöff. Pfarrort war Prosetín.
Čtyrdvory bestand 1674 aus 12 Anwesen. Nach dem Erlass des josephinischen Toleranzpatentes traten nach 1781 15 Einwohner zur Kirche helvetischen Bekenntnisses über. In Prosetín entstand zu dieser Zeit eine evangelische Kirche, zu deren Sprengel auch Čtyrdvory gehörte. 1790 lebten in den 17 Häusern des Dorfes 157 Menschen.
Nach der Aufhebung der Patrimonialherrschaften bildete Čtyry Dvory / Vierhöfen ab 1850 eine Gemeinde im Bezirk Boskowitz. Schulort war Prosetín, wo es sowohl eine katholische als auch eine evangelische Schule gab. Im Jahre 1856 wurde der Bau der Straße von Hodonín nach Švařec vollendet. 1898 gründete sich die Freiwillige Feuerwehr. 1900 bestand Prosetín aus 34 Häusern und hatte 247 Einwohner, davon waren 157 Katholiken und 90 evangelisch. Zwischen den Angehörigen beider Konfessionen hatten sich im Laufe der Zeit hartnäckige Streitigkeiten entwickelt. Auch mit der überwiegend evangelischen Nachbargemeinde Prosetín gab es Differenzen. Diese fanden ihren Höhepunkt, als die Prosetíner einen Schulneubau ans untere Ende ihres Dorfes platzieren wollten. Nach heftigen Protesten wurde die Schule schließlich am oberen Ende errichtet, wo sie auch für die Kinder aus Čtyry Dvory gut erreichbar war. Die Bewohner lebten von der Landwirtschaft. Bis zum Ersten Weltkrieg betrieben die Häusler Hausweberei.
Während der deutschen Besatzung agierten ab 1939 in den Wäldern südlich von Čtyry Dvory Partisanen. Sieben Familien zogen im Mai 1945 in die Sudetengebiete. 1947 wurde Čtyry Dvory dem Okres Bystřice nad Pernštejnem zugeordnet. 1961 erfolgte die Eingemeindung nach Prosetín, zugleich kam das Dorf zum Okres Žďár nad Sázavou. 1985 begann die Errichtung eines Wasserwerkes im Quellgebiet am Obecník, zwei Jahre später wurde der Dorfteich zum Löschwasserteich umgestaltet. 1991 hatte der Ort 110 Einwohner. Im Jahre 2001 bestand das Dorf aus 40 Häusern, in denen 121 Menschen lebten.

## Sehenswürdigkeiten
- Kruzifix
- Partisanendenkmal am Berg Páleniny, südlich des Dorfes